# 范玶
范玶（1453年—？），字文潤，江西饒州府浮梁縣人，民籍，明朝政治人物。

## 生平
江西鄉試第八十一名舉人。成化二十三年（1487年）中式丁未科會試第二百三十六名，二甲第三十三名進士。弘治三年（1490年）四月授南京四川道監察御史，十一年十一月升雲南按察司佥事，十七年五月与贵州佥事朱儀互調，正德元年（1506年）十月考察去職。

## 家族
曾祖范伯全；祖父范思禮，義民；父范傑，貢士。母方氏。慈侍下。